# Leucanthemum chloroticum
Leucanthemum chloroticum là một loài thực vật có hoa trong họ Cúc. Loài này được Kern. & Murb. ex Murb. mô tả khoa học đầu tiên.